# Grec (mitologia)
Grec (Graecus, Γραῖκος) fou, en la mitologia grega, el personatge del que els grecs deriven el seu nom Γραικοί (Graeci, grecs). Segons Esteve de Bizanci, Grec era fill de Zeus i Pandora II, filla de Deucalió i Pirra, a qui van posar el nom de la mare d'aquesta última, germana d'Hel·len (que juntament amb els seus fills Èol, Xutos, Doros; i els fills d'aquests: Ió i Aqueu, formen el conjunt de les antigues tribus gregues que van formar la nació hel·lènica). En canvi, segons Hesíode fou fill de Tessalos (Thessalus), príncep de Corint fill de Jàson i Medea. Virgili assegurava que també era germà de Latinus.